# Geografija
Geografíja (iz grških besed Geos (γη) ali Gaea (γαια), oboje pomeni »Zemlja«, in grafe (γραφειν), kar pomeni »opisovati«, pa tudi »pisati« ali »kartirati«) ali zemljepís je veda in znanost o zemeljskem površju, ki raziskuje vse oblikovalne pojave in procese delovanja na to površje ali le njegov del, ter njihove medsebojne odvisnosti. Poimenovanje, ki ga je prvi uporabil Eratosten (275-195 pr. n. št.), bi dobesedno lahko prevedli kot »opisovanje Zemlje«. Geografija pri svojem raziskovanju iz sorodnih znanosti črpa le toliko podatkov, kolikor jih potrebuje za uspešno razlaganje in študije med seboj povezanih vzrokov, ki na določen način oblikujejo površje Zemlje. V splošnem spada med prostorske vede in za razliko od posebnih (sistematičnih) med kompleksne oziroma splošne znanosti.
Predmet geografskega preučevanja je zemeljsko površje, strokovneje geosfera, ki je združena celota litosfere, hidrosfere, atmosfere in biosfere. Geografija naj ne bi bila le veda, ki ustvarja prostorske opise pojavov in procesov, pač pa študija njihovih vzrokov in posledic ter njihove vloge in povezanosti v kompleksno celoto. Druge definicije zemljepis označujejo kot vedo, ki preučuje tvorne elemente pokrajine in njihovo medsebojno delovanje, pa tudi kot vedo, ki preučuje t. i. geografsko okolje, tj. naravni prostor, zaznamovan z antropogenimi elementi. Nekateri geografi zagovarjajo delitev na družbeno in fizično geografijo, drugi pa menijo, da takšna delitev ni sposobna preučevati bistvenega raziskovalnega predmeta zemljepisa.
Izraz geografija izhaja iz starega grškega jezika, v katerem hê gê pomeni Zemljo, grafein pa pisati. Avtor same besede je antičnogrški geograf Eratosten, nastala pa naj bi okoli leta 200 pr. n. št.

## Pomen geografije
Zaradi svojega preučevanja neposrednega človekovega okolja je geografija družbeno zelo pomembna znanost. Sodobni svet namreč prinaša vedno večje posege človeka v geografsko okolje zlasti zaradi gospodarskega razvoja; ker geografija preučuje povezanost in pomen dejavnikov, ki oblikuje prostor, je nepogrešljiva za študijo vpliva vedno obsežnejših človekovih posegov v naravno okolje. Posledično je izjemnega pomena pri različnih vrstah gospodarskega in prostorskem načrtovanju. V povezavi s tem so v šestdesetih letih 20. stoletja nastale posamezne specializirane vede, kot je »regional science« (regijska znanost) v ZDA ali »Raumforschung« (raziskovanje prostora) v Nemčiji.
Zraven tega pa je geografija v današnjem času viden vzgojni element, ki zagotavlja boljše poznavanje sveta v več vidikih in s tem razumevanje tudi drugih civilizacij ter posledično potencialno sožitje. Njen širok spekter predmetov preučevanja omogoča poznavanje globalnega gospodarstva, političnih razmer in stanja tako naravnega kot družbenega okolja.

## Zgodovina geografije
Zgodovina geografije se začenja v predantičnem obdobju. Vse od takrat do današnjega časa je bilo dogajanje na področju geografske vede pestro, a do 19. stoletja večinoma omejeno na odkrivanje in popisovanje neznanih ozemelj oziroma opisovanje pokrajin ter kartografijo.
Antični Grki so prvi sistematično razvili geografijo kot znanstveno vedo. Najvidnejši predstavniki so Tales iz Mileta, Herodot, Eratosten, Hiparh, Aristotel, Strabon in Klavdij Ptolemej. Rimska kartografija novo osvojenih dežel je dodala številne nove tehnike.
V srednjem veku so arabski misleci, učenjaki, popotniki in raziskovalci, kot al-Idrizi, Ibn Batuta in Ibn Haldun nadgrajevali grško in rimsko znanje. S potovanji Marca Pola se je zanimanje za geografijo v Evropi povečalo. Še večjo potrebo po trdni teorijski podlagi pa so prinesla velika odkritja v 16. in 17. stoletju.

## Sistem geografije
Bistvena delitev geografske vede je razdeljevanje na splošno in regionalno geografijo, ki se razlikujeta po prostorski razsežnosti preučevanja, ne pa tudi po njegovem predmetu. Danes najbolj razširjen sistem zemljepisnega preučevanja je sistem po nemškem geografu Alfredu Hettnerju, po katerem se geografsko okolje študira po plasteh, začenši s plastmi fizične geografije in nadaljujoč s plastmi družbene geografije. Vsaka od plasti je svoja geografska disciplina, kot npr. geomorfologija in demogeografija. Posamezne izmed teh plasti je moč opazovati od strani, medtem ko raziskovalec kompleksno sliko, skupek vseh dejavnikov, dobi s pogledom od vrha (slednje udejanja regionalna geografija).

### Splošna (obča) geografija
Raziskave splošne ali obče geografije razlagajo zemeljsko površje v celoti, kar pomeni, da stremijo k postavljanju zakonov o oblikovalnih dejavnikih, ki veljajo za celotno geografsko okolje, tj. po celem svetu. V praksi preučuje pojave na določenih mestih (lokalno okolje) in jih združi v obče veljaven zakon ter ima potemtakem bolj ali manj analitičen značaj. Ker so preoblikovalni dejavniki lahko naravnega ali človeškega izvora, so ti glede na to raziskovani posebej, nato pa praviloma združeni v celoto, ki obrazloži splošno podobo vseh dejavnikov.

#### Fizična geografija
Fizična geografija zajema skupino zemljepisnih disciplin, ki se ukvarjajo z naravnimi oblikovalnimi dejavniki; prizadeva si za razumevanje naravne podobe geografskega okolja. Fizičnogeografske raziskave določajo vzorce rastlinskih in živalskih pasov, preučujejo procese, vezane na kamninsko zgradbo in geografsko širino, vpliv vodovja na pokrajino itd. Ta veja geografije je dodatno razdeljena na množico geografskih panog: matematično geografijo, geomorfologijo, klimatogeografijo, hidrogeografijo, pedogeografijo, fitogeografijo, zoogeografijo in nekatere druge.
Matematična geografija, ki sodi med najstarejše zemljepisne discipline in je v svojem zatonu, raziskuje Zemljo kot nebesno telo, torej izračunava fizikalne lastnosti, obliko, njeno gibanje in vrtenje ter položaje Sonca glede na Zemljo in obratno. Kljub temu, da je z naraščanjem razlagalne vloge geografije v 18. in 19. stoletju matematična geografija izgubila svoj velik pomen, je še vedno nepogrešljiva pri razumevanju množice pojavov, ki so pogojeni npr. z geografsko širino ali letnim časom. Snov matematičnega zemljepisa je dandanes bolj v domeni astronomije, geodezije in meteorologije.
Geomorfologija je v današnjem času ena bolj pomembnih fizičnogeografskih ved. Predmet njenih študij je relief Zemlje; preoblikovalni procesi, skupine reliefnih oblik in njihova prostorska razširjenost. Osredotoča se na prvem mestu na vpliv endogenih in eksogenih sil, velik del informacij pa črpa poleg geografije tudi iz geologije. Geomorfološka vedenja so uporabna pri predvidevanju geomorfoloških procesov, kakršni so plazovi, pa tudi pri varnostnih ocenah prostorskega načrtovanja in na več drugih za človeka pomembnih področjih, ki se tičejo naravnih sil. Je razmeroma mlada veda, katere začetki segajo v drugo polovico 18. stoletja.
Klimatogeografija študira podnebje in njegovo navezanost na situacijo na zemeljskem površju. Praktično je to vremensko dogajanje na določenem kraju v določenem času, ravno te podatke pa je moč s pomočjo statistike združiti v vremenske oziroma podnebne vzorce. Zanjo so pomembne lastnosti, kot so temperatura, vlaga zraka, padavine, vetrovi, zračni pritisk in osončenost. V zadnjem času pa je prišlo do porasta tolmačenja lokalnih dejavnikov, ki vplivajo na podnebje, tako npr. slemenitev gorske verige. Predmet preučevanja klimatogeografije je za geografsko znanost pomemben zaradi dejstva, da močno vpliva na podobo določene pokrajine, saj s podnebnimi pasovi zaznamuje tako razmestitev rastlinstva in živalstva kot gostoto človeških naselij in gospodarsko ter kmetijsko dejavnost. Ker se mnogo drugih značilnosti površja Zemlje navezuje na podnebje, je klimatogeografija tudi veda, ki raziskuje in postavlja modele klime v preteklih obdobjih ter s tem v veliki meri omogoča ugotavljanje pretekle podobe površja.
Hidrogeografija je veda o prostorski razmestitvi in vplivu vode na geografsko okolje. Ukvarja se z lastnostmi, gibanjem in učinki vodovja. Ker je predmet opazovanja obsežen, se strokovnjaki mnogokrat specializirajo na potamologijo, ki se ukvarja z rekami, limnologijo, katere področje so jezera, glaciologijo, ki razlaga ledenike, hidrogeologijo, vedo o podzemni vodi, ali oceanografijo, vedo o oceanih. Splošna praksa hidrogeografskega dela pa je dinamika vodnih mas, fizikalni in kemijski procesi v vodi, slanost, oblikovanje vodnih korit, toplotni procesi idr. Sorodna, a samostojna veda je hidrologija; od nje se hidrogeografija razlikuje po dejstvu, da slednja povezuje svoje izsledke na preostale oblikovalne dejavnike okolja in okolje samo.
Naloga fitogeografije je tolmačenje razporeditve rastlinske odeje po svetu in njenega vpliva na oblikovanje geografskega okolja. Ta zemljepisna panoga se ne ukvarja z raziskavami posameznih rastlinskih vrst, njihove sestave ali življenjskega kroga, pač pa z raziskovanjem lastnosti skupin rastlinja glede na podnebno prilagojenost, relief, prst, človekove posege ipd.
Fitogeografiji je podobna zoogeografija, le da se slednja osredotoča na razmestitev živalskih vrst po površini planeta. Njeno raziskovanje producira koristne podatke glede krčenja življenjskih okolij živali zaradi industrializacije, glede ribolova in lova, glede domačih živali idr.
Pedogeografija se ukvarja z razprostranjenostjo, množino in ostalimi lastnostmi prsti ter njihovimi vplivi na vegetacijo, geomorfološke procese, človekovo gospodarstvo in druge pojave. Ker je prst velikega pomena za več znanstvenih vej, med drugim za kmetijstvo, se je razvila samostojna veda, tloslovje ali pedologija.

#### Družbena geografija
Družbena geografija ali antropogeografija obravnava z vidika izvora popolnoma drug sklop okoljskih dejavnikov, in sicer antropogene dejavnike. Njen osnovni predmet so odnosi med človekom in naravo, ki v sodobnosti postajajo vse pomembnejši; človek se namreč na eni strani od narave oddaljuje, na drugi pa približuje, saj je njegovo gospodarstvo bolj in bolj vezano na naravne energijske in druge vire, zaradi česar prihaja do po mnenju mnogih prekomernega izkoriščanja in preoblikovanja geografskega okolja.
Antropogeografija je tesno povezana z več drugimi družbenimi vedami, ravno tako pa so v močnem sodelovanju tudi različne si družbenogeografske panoge, saj je v praksi nemogoče ločiti vzorce naseljenosti od političnih ali gospodarskih razmer in posledično demogeografijo od ekonomske in politične geografije. To je vzrok za tesnejše sodelovanje družbenogeografskih ved v primerjavi s fizičnogeografskimi.
Družbena geografija je razmeroma mlada veja, ki sta ji zasnove postavila utemeljitelja moderne geografije Carl Ritter in Alexander von Humboldt. Njeno prvo vidnejše delo je napravil Fridrich Ratzel (Antropogeographie) in v njem med prvimi zašel v geografski determinizem, ki po današnjem uveljavljenem mnenju precenjuje vpliv narave na človekov razvoj in ga označuje za tako rekoč usodnega. Za razvoj antropogeografije je bil pomemben dialektični materializem v geografiji, ki poudarja avtonomijo človeka od narave - ta naj bi bila sorazmerno naraščajoča z njegovo gospodarsko razvitostjo.
Demogeografija preučuje razširjenost, razmestitev in selitvene tokove prebivalstva po površju Zemlje. To sicer počne tudi množica drugih ved, a se od njih demogeografija razlikuje po tem, da izsledke navezuje na vse preostale preoblikovalne dejavnike. Uporabno vrednost te discipline je najti v potencialnem reševanju problemov prenaseljenosti in migracij.
Gospodarska ali ekonomska geografija raziskuje vpliv človekovega dela na pokrajino. V njeni domeni so razlaganje razporeditve proizvodnje, vpliva naravnih in družbenih dejavnikov na različna gospodarstva, teritorialne delitve dela po regijah, izmenjave in potrošnje dobrin itd. Njene poddiscipline so kmetijska geografija, industrijska geografija ter geografija prometa in izmenjave dobrin. Ekonomska geografija je tesno povezana s politično geografijo.
Izsledke geografije naselij gre povezati s tipi in razporeditvijo urbanih in ruralnih naselij. Ta so eden najbolj stalnih, neprekinjenih učinkov na obliko pokrajine. Zraven tega pa je mogoče preučevati tudi funkcijo različnih naselij, ki jo ta imajo za družbo.
Politična geografija tolmači vpliv političnih razmer na oblikovanje pokrajine. Te imajo namreč zelo velik vpliv na okolje, saj države ali imperiji in regije osnujejo različne industrijske načrte, različne družbene sisteme in raznolike druge strategije, kar vse v veliki meri vpliva na geografsko okolje. Dognanja politične geografije so bila skozi zgodovino pogosto podlaga različnim imperialnim oziroma kolonialnim težnjam, zaradi česar se je zlasti med obema vojnama z nemškim nacizmom in italijanskim fašizmom diskreditirala. Njeno drugo ime je geopolitika.
Zgodovinska geografija ni nič drugega kot povezava zgodovine in zemljepisa; je stvaritelj rekonstrukcij zgodovinskih družbenih razmer, ki so imele vpliv na geografsko okolje. Z izjemo tega, da namesto fizičnogeografskih dejavnikov preiskuje družbenogeografske, je enaka paleogeografiji.

### Regionalna geografija
Regionalnogeografske raziskave se od splošnih ločijo po prostorski razsežnosti preučevanega predmeta. Preučujejo namreč določena geografska okolja in preoblikovalne dejavnike oziroma zakone, ki veljajo posebej za to okolje. Sodobna regionalna geografija stremi k sintetični obravnavi dejavnikov, torej združevanju slednjih v enotno sliko. Zraven tega je naloga pokrajinske geografije tudi smiselno razdeljevanje zemeljskega površja na regije. Zaradi lastnosti te veje zemljepisa, da dejavnike oblikovanja določenega površja obravnava dejansko kompleksno in v skupku, mnogi geografi pojmujejo regionalno geografijo kot končni smisel celotne znanosti.
Pojem regija, ki je bistveni predmet pokrajinske geografije, je v akademskih krogih tolmačen na množico načinov. Navkljub temu pa najbolj drži razlaga, da je regija del Zemljine površine, ki je glede na delovanje oblikovalnih sil zaokrožen v smiselno celoto, ta pa se po danih dejavnikih razlikuje od okoliških regij oziroma delov zemeljske površine. Regionalizacija, tj. razdeljevanje zemeljskega površja na regije, je poseben problem regionalne geografije. Med regijami namreč ni ostrih meja, saj na njihovo podobo vpliva množica dejavnikov, izmed katerih vsi ne sodijo le v to regijo, pač pa tudi v sosednje. Ravno tako regije vplivajo ena na drugo, poleg tega pa se s časom spreminjajo in del ene regije lahko postane del druge; ta spreminjanja so mnogokrat tudi ciklične narave. Zaradi naštetega določanje regije terja privilegiran izbor posameznih dejavnikov, denimo osredotočenje na družbene ali fizičnogeografske dejavnike ali pa določeno kombinacijo teh. Tako je iz posameznih vidikov vedno moč oporekati kateremu od tipov regionalizacije (za primer, zelo uveljavljena regionalizacija, regionalizacija po celinah, je nesmiselna v primeru obravnavanja Ruske federacije, ki se s svojim ozemljem razprostira čez dve celini). Nekoliko nasprotno temu pa druge regionalizacije narekujejo posamezni geografski dejavniki, ki imajo močan vpliv na množico drugih; tako podnebje, ki se korenito spreminja z geografsko širino, narekuje tip prsti in rastlinstva, s tem pa tudi način življenja in razvitost regije; iz tega izhaja zelo jasna in znana delitev sveta na bioklimatske regije.
Spodnja regionalizacija, ki geografsko okolje razdeljuje na posamezne celine, je le ena izmed širše uporabljanih regionalizacij, a vendar ne vsestransko uporabna.

#### Geografija Antarktike
Antarktika je najbolj južna celina, katere velik del (t. j., z izjemo posameznih rtov ipd.) se nahaja pod Antarktičnim krogom. Fizičnogeografsko je deljena na dva dela z gorovjem, ki poteka od Weddellovega morja do Rossovega morja. Področje zahodno od Weddellovega in vzhodno od Rossovega morja se večinoma imenuje za Zahodno Antarktiko, preostanek pa za Vzhodno Antarktiko, vendar je takšno poimenovanje usmerjeno evropocentrično, saj je njegov temelj greenwiški ničelni poldnevnik. Celino prekriva ledeni pokrov, debel do 4 kilometre; na nekaterih mestih počiva na kamninski podlagi, ki se zaradi izostazije nahaja pod višino gladine morja. Skupna površina Antarktike je 14 milijonov km², od tega okoli 280.000 km² brez ledenega pokrova. Sicer je to najhladnejši, najbolj vetroven, suh, z 2.300 metri povprečne nadmorske višine (vštevši ledeno maso) pa tudi najvišji kontinent. Premore štiri ognjenike, ki so pojmovani kot aktivni, še več ognjenikov pa ustvarja okoliške otoke. Vpliv človeka na tej celini je zanemarljiv, saj so vsi naseljenci le znanstveniki in osebje na raziskovalnih postajah.

#### Geografija Afrike
Afrika je po svoji površini druga največja celina sveta, saj meri okvirno 30 milijonov km². Na zahodu se začne z obalami Atlantika, na vzhodu pa končuje pri Indijskem oceanu. Njen severni mejnik so obale Sredozemskega morja, južni konec pa je rt Dobre nade. Večina kontinenta leži manj od 30 širinskih stopinj stran od ekvatorja. Povprečna nadmorska višina Afrike je 750 metrov, pestro razgibanost pa povzroča množica gorovij, strme nerazčlenjene obale in več velikih kotlin. Za mnogo potreb je regijsko razdeljena na severozahodno Nizko Afriko in jugovzhodno Visoko Afriko. Ker se razprostira čez več različnih bioklimatskih pasov, je na njej najti velik nabor fizičnogeografskih okolij, in sicer vse od največje puščave na svetu preko savan do tropskih deževnih gozdov. Vsled tega je težko govoriti o splošnem fizičnogeografskem značaju Afrike. V današnjem času je celina politično razdeljena na 61 držav. Njena kolonialna preteklost je pustila močan družbeni pečat, kar se danes najbolje odraža v močni zaostalosti oziroma vsestranski nizki družbeni razvitosti; pomemben dejavnik so gospodarske in politične nestabilnosti.

#### Geografija Azije
Azija je največja celina sveta; zaseda osrednji in zahodni del velike kopne mase Evrazije in je razširjena vkup s svojim velikim številom otokov preko 49.694.700 km². Njena meja z Afriko poteka po Sueškem prekopu, z Evropo pa večinoma po Ural, Kavkazu ter Črnem morju. Na severu jo omejuje arktično območje, na vzhodu Tihi in na jugu Indijski ocean. Izvzemši Antarktiko, ki jo prekriva več kilometrov debela plast ledu, je s svojimi 950 metri povprečne nadmorske višine Azija najvišja svetovna celina. K temu mnogo prispeva planota Tibet, katere vrhovi se vzpenjajo do največjih nadmorskih višin sveta. Premore okoli 50 državnih tvorb, med drugim največjo svetovno državo Rusko federacijo. Azija glede na gospodarsko in družbeno razvitost sodi v tretji svet, njen gospodarski razvoj pa je izjemno hiter.

#### Geografija Evrope
Evropa je ime za zahodni konec velike kopne površine Evrazije. Na zahodu jo omejuje Atlantik, na jugu Sredozemlje, na severu Severno ledeno moerje in na vzhodu po prevladujočih pojmovanjih gorovje Ural, Kavkaz in Črno morje. Evropa je zlasti kulturno, ne pa tudi fizičnogeografsko samostojna enota, zaradi česar označevanje Evrope za celino mnogi pojmujejo kot evropocentrizem in trdijo, da je slednja evrazijski podkontinent, podobno kot Indija. Evropa je splošno močno razčlenjena: vsebuje mnogo polotokov (Skandinavski, Pirenejski, Apeninski idr.) in otokov (Islandija, Britansko otočje, Sardinija in Sicilija, Kreta idr.). Njena najvišja točka je gora Elbrus v Kavkazu, povprečna višina pa je izračunana na 340 metrov. Evropa je zibelka današnje Zahodne civilizacije in je že dolgo dom za svet zelo pomembnih kultur. Njena gospodarska razvitost je visoka.

#### Geografija Južne Amerike
Večina Južne Amerike leži pod ekvatorjem, njena površina pa je 17.820.900 km². Njene zahodne obale obliva Pacifiški ocean, vzhodne obale Atlantik, severne Karibsko morje, na jugu pa se končuje z rtom Horn. Celino zaznamuje drugo največje gorovje na svetu, Andi; vzhodno od njega pa je najti več višavij in največje svetovno porečje, porečje Amazonke. Različni podnebni pasovi ustvarjajo ekvatorialne gozdove, savane in pustinje, visokogorsko podnebje in pas tundre. Tudi Južna Amerika je nekdanja velika kolonialna regija, ki je danes slabo industrializirana, a ravno tako pod vplivom močnega gospodarskega razvoja. V zadnjem času so pomembne notranje migracije prebivalstva na urbanizirane robove celine.

#### Geografija Severne Amerike
Severna Amerika je po svoji površini tretji največji kontinent, razprostirajoč se preko 23,7 milijona km². Nahaja se med Pacifikom na zahodu, Atlantskim oceanom na vzhodu, Arktičnim morjem na severu ter na jugu Karibskim morjem oziroma Južno Ameriko. Njena obala je razmeroma razčlenjena; pestrost ustvarjajo trije izjemno veliki zalivi in množica otokov zlasti v Arktičnem morju. Celina se deli na Veliko osrednje nižavje, geološko mlado zahodno višavje, visok, a raven plato Kanadskega ščita in po obliki pester, razmeroma nizek vzhodni svet. Z vidika podnebja je pomembna t. i. mrtva črta na 100° z.g.d., na katere zahodni strani je podnebje sušno in neprimerno za poljedelstvo brez namakanja, nasprotno pa je vzhodno od tega mejnika. Ozemlje je politično razdeljeno med 10 držav, od katerih so največje Kanada, ZDA in Mehika. Severna Amerika z ZDA in Kanado predstavlja najbolj razvito gospodarstvo na svetu, kar je v velikem kontrastu s srednjeameriškimi državami na jugu regije.

## Geografske metode
Osnovni cilj geografovega dela je opisovanje in razlaganje človekovega okolja na Zemlji, zaradi česar je treba zbrati in preučiti oziroma prikazati za določeno študijo bistvene zemljepisne podatke. V praktičnem delu je to zbiranje neobdelanih, surovih podatkov ter nadaljnje preoblikovanje v geografske študije v obliki grafov, tabel, besedil, posebno pa zemljevidov. Osnova geografskega zbiranja podatkov je delo na terenu; zraven tega pa obstajajo tudi zelo pomembni viri iz druge roke, kot so statistični popisi, cenzusi in druge statistike, zemljevidi, fotografije idr. Druga svetovna vojna je prinesla velik napredek zračne fotografije, kar danes s pridom izkoriščajo tudi geografi za preučevanje zemeljskega površja. Najsodobnejši viri za izdelavo fotografij, kot so izdelava zračnih posnetkov s posebnimi filtri oziroma snemalnimi napravami (npr. infrardeči posnetki) ali radarsko snemanje s satelitov, so prinesli pomembne spremembe v geografskem preučevanju. Enako velja tudi za drugačne metode terenskega zbiranja podatkov, vključno z vrtanjem globokih vrtin v Zemljo in uporabo podmornic za raziskovanje podmorskega sveta.
Geografske študije v osnovi uporabljajo štiri različne pristope:
- sistematski ali analitični pristop razdeli podatke v različne kategorije, ki jih je moč obravnavati na svetovni ravni vsako zase
- regionalni pristop je obravnava podatkov oziroma dejavnikov iz različnih (vseh) kategorij na določeni regiji; to je način dela regionalne geografije
- opisni pristop je preprosto določanje posameznih pojavov ali njihove razmestitve
- sintetični pristop je razlaganje lastnosti in vzročno-posledičnih zvez posameznih pojavov ali njihovega kompleksnega rezultata

### Kartografija
Kartografija je veda o sestavljanju zemljevidov, ki izhaja iz geografskega in tudi drugih proučevanj terena. Zaradi obsežnosti področja se je osamosvojila v samostojno vedo; vsebuje namreč geodezijo, matematiko, psihologijo in še množico drugih ved. Kartografija je za geografijo nepogrešljiva, saj upodablja sam predmet geografskega preučevanja. Karte so ravno tako podlaga za delo inženirjev, kmetijstvo in gozdarstvo, katastrsko vodenje, vse vrste prometa, vojaško strategijo, pa tudi posamezna področja ekonomije, zgodovine, geologije in drugih znanosti. Pomen kart izhaja iz omogočanja jasnega pregleda razprostranjenosti ter razporeditve različnih pojavov ali tudi intenzivnosti in povezanosti teh. Splošne karte tako dajejo splošno podobo zemeljskega površja z vsemi bistvenimi elementi, ki slednjega preoblikujejo; specialne karte pa namenoma zanemarijo nekatere elemente in se osredotočijo na bolj natančen ali večji prikaz posameznega pojava ali njih skupine. Pomemben del kartografije, ki se tiče geografskih študij, so kartogrami in kartodiagrami.

### Terensko delo
Terensko delo je osnova geografskega preučevanja, saj je za mnoge tipe podatkov edini vir podatkov iz prve roke, pri katerem je verodostojnost najmanj okrnjena. Med terensko delo sodi opazovanje različnih pojavov, risanje oziroma kartiranje posameznih procesov, merjenje različnih vrednosti (npr. temperatura vode), fotografiranje, zbiranje podatkov z anketiranjem ali pa preštevanjem. Pri tem je ključna množica pripomočkov, med katere odvisno od tipa raziskave sodijo kompas, GPS, višinomer, zaloge različnih merilnih snovi (npr. solna kislina za ugotavljanje apnenčaste sestave kamnine), kladivo itd. Večja dela na terenu pa terjajo tudi vrtalne stroje, letala, ladje, kisikove bombe in ostalo zahtevnejšo opremo.

### Elektronski viri (GIS)
Elektronsko obdelovanje podatkov je tako kot na drugih področjih tudi v geografiji v drugi polovici 20. stoletja napravilo revolucijo. Večina zlasti kartografskega dela je danes tako opravljena z vsaj eno ali nekaj oblikami geografskih informacijskih sistemov (GIS). To so elektronski sistemi za zbiranje prostorskih podatkov in povezanih lastnosti ter njihovo obdelovanje. Ti sistemi so dandanes najbolj široko uporabljani za izdelovanje kart, pa tudi za prostorsko načrtovanje, načrtovanje poti, upravljanje s katastrom ali strateškimi naravnimi viri.
Pri tem je najbolj zamudna preobrazba podatkov v elektronsko obliko; njihova obdelava, povezava v nove podatke, predvidevanje trendov in predstavitev pa elektronskim procesom vzamejo zelo malo časa. Druga prednost GIS je tudi dejstvo, da je klasičen kartografski prikaz na papirju statičen in ostaja neosvežen do novega izida karte, medtem ko GIS omogočajo dinamično obdelovanje in osveženo prikazovanje podatkov ter prikazovanje različnih slojev podatkov na eni kartni podlagi. Prostorska tehnologija geografskih informacijskih sistemov pa med drugim omogoča še izdelavo digitalnega modela nadmorskih višin, sistemov za prostorsko planiranje (npr. urejanje komunale naselij), načrtov za varstvo ogroženih mokrišč idr.

### Laboratorijsko delo
Laboratorijsko delo v geografiji pomeni obdelavo podatkov, navadno pridobljenih na terenu, zlasti za geomorfološke, hidrogeografske in pedogeografske analize.
Geomorfološko laboratorijsko delo obsega večinoma analizo sedimentov. Podvrženi so preiskavam, ki določijo njihovo velikost, oblikovitost, zaobljenost, temu pa sledi ugotavljanje starosti, zgradbe, podvrženosti različnim silam idr. Pedogeografske analize zahtevajo bolj zapletene postopke dela z mnogokrat manj skromno laboratorijsko opremo. Ti postopki po predhodnem pregledu slojevitosti prsti, barve in množine humusa določijo vlažnost, pH vrednost, vsebnost kalcija, zrnatost, trdnost in več drugih lastnosti. Za potrebe hidrogeografskih študij se izvaja kemična analiza vode. Iz pridobljenih podatkov, kot so količina raztopljenih snovi, vsebnost kisika oziroma kvaliteta vode, korozijska moč ali trdota vode, je mogoče sklepati o različnih procesih, ki potekajo v izvorni pokrajini.

### Kvantitativne metode (statistika)
Geografske metode zajemajo veliko mero preučevanja množičnih pojavov, te pa preučujejo kvantitativne ali statistične metode. Takšni pojavi so pojavi, katerih lastnosti ne gre odkriti s preučevanjem posamezne enote, pač pa le z analizo celotne statistične množice. Statistične raziskave so sicer pomembne za znanstveno delo, upravljanje institucij, tudi države, gospodarjenje ali strateško načrtovanje. Na področju geografije in sorodnih ved so statistične metode nepogrešljive za ustvarjanje podnebnih vzorcev, agronomske raziskave, trende rasti prebivalstva, izračunavanje gospodarske razvitosti območij ipd. Statistika je razdeljena na več vej, med katerimi kaže poudariti statistiko prebivalstva, industrijsko, obrtno, gozdarsko, kmetijsko, zdravstveno, trgovinsko statistiko, statistiko prometa, turizma in vremena.

### Kvalitativne metode
Pod kvalitativne geografske metode se uvrščajo tehnike zbiranja kvalitativnih podatkov, ki jih za potrebe svojega raziskovanja uporabljajo tudi npr. antropologi ali sociologi. Tovrstne podatke je mogoče zbirati le na terenu, in sicer z opazovanjem z udeležbo ali intervjuji. Takšne metode uporabljajo družbenogeografske discipline.

## Povezane vede
Sledeč med stroko uveljavljenemu mnenju, da je geografija sintetična veda, gre trditi, da slednja zbira študije množice drugih ved in jih združuje v kompleksno sliko dejavnikov oblikovanja geografskega okolja.
Za raziskave fizične geografije so zatorej poleg fizike in kemije pomembne študije astronomije, ki sama po sebi preučuje nebesna telesa; geologije, ki se ukvarja z nastankom in zgradbo Zemljine skorje ter drugih notranjih plasti, tektoniko in sorodnimi področji; meteorologije, ki raziskuje fizikalne lastnosti atmosfere, kakršni so vremenski pojavi; hidrologije, ki se ukvarja se s kemijskimi in fizikalnimi lastnostmi voda, tj. prostorsko razmestitvijo, onesnaženostjo, kroženjem; biologije, ki preučuje živa bitja, tako rastline kot živali, pa tudi odnose med njimi v okviru ekologije; pedologije, ki se osredotoča na preiskovanje lastnosti prsti in je pomembna za kmetijstvo; pa tudi geodezije, urbanizma, gozdarstva, agronomije, medicine, informatike in več drugih ved.
Za družbeno geografijo pa so pomembne študije sociologije, ki se ubada z ustrojem, odnosi, razvojem in zakoni človeške družbe ter pojavi v njej; politologije, ki je veja sociologije; ekonomije, ki preučuje družbeno proizvodnjo, menjavo in potrošnjo, delitev dela in gospodarske sisteme; zgodovine, ki preučuje človekov razvoj skozi čas; in etnologije, ki raziskuje človekovo kulturo in njen razvoj.

## Geografija v Sloveniji
Slovenska geografija nosi zlasti vzgojno in znanstvenoraziskovalno vlogo. Slovenski geografi so zaposleni v pedagoških službah, hidrometeoroloških centrih, v turizmu, prostorskem načrtovanju, statistiki, novinarstvu in na več drugih področjih dela. Najpomembnejše geografske organizacije v državi so Geografski inštitut Antona Melika, Inštitut za raziskovanje krasa SAZU, Oddelek za geografijo Filozofske fakultete v Ljubljani, Oddelek za geografijo Filozofske fakultete v Mariboru ter krovna društvena Zveza geografskih društev Slovenije. Ta znanost tudi v Sloveniji nosi velik družbeni pomen, kar je med drugim opaziti tudi iz dejstva, da je obvezna učna snov v drugi polovici osnovnega šolanja in v srednješolskem izobraževanju.
Prvi vidnejši geograf je bil Janez Vajkard Valvasor, ki je v delu Die Ehre des Hertzogthums Crain leta 1689 zapisal množico geografskih podatkov s področja družbene geografije. Prva pomembna karta Vojvodine Kranjske pa je nastala v 18. stoletju pod rokami Dizme Florjančiča. Pomemben zgodovinski prelom je pomenila ustanovitev geografskega oddelka na ljubljanski univerzi v šolskem letu 1920/21, ki ga je sprva vodil Artur Gavazzi, za njim pa vrsto let najvidnejši slovenski geograf Anton Melik. Po drugi svetovni vojni, leta 1946, pa je bil pod okriljem Slovenske akademije znanosti in umetnosti ustanovljen Geografski inštitut, istega leta pa še zemljepisni muzej. Za slovensko geografijo je pomemben tudi prispevek amaterskih raziskovalcev.